# 细秆甘蔗
细秆甘蔗（学名：。又称印度蔗、印度种甘蔗），为禾本科甘蔗属下的一个植物种。原产于北印度。曾经是北美的主要作物。该种的种加词是为了纪念英国植物学家查尔斯·艾尔弗雷德·巴伯（Charles Alfred Barber），他是甘蔗研究的专家。
其甘蔗渣可被用来做牲畜饲料及燃料、造纸、纤维板等。在炼糖精制过程中产生的糖蜜可用于朗姆酒、杜松子酒及工业酒精的制造。